# Плезир-яхта
«Плезир-яхта» или «Плезир» — парусная яхта Каспийской флотилии Российской империи, построенная в Казани и принимавшая участие в Персидском походе 1722—1723 годов.

## Описание судна
Парусная одномачтовая яхта с деревянным корпусом, построенная по голландскому образцу. Парусное вооружение яхты состояло из гафельного грота, стакселя и кливеров. Для управления использовался навесной руль с железным румпелем.
Корма и борта яхты были покрыты резным орнаментом из переплетающихся лоз, листьев и гроздьев винограда. На подзоре транцевой кормы располагались четыре декоративных фальшивых окна, а под гакаботом были размещены 2 женские фигуры, державшие картуш с вензелем Петра I.

## История службы
Яхта «Плезир» была построена на Казанской верфи для плаваний Петра I по Волге и Каспийскому морю и включена в состав Каспийской флотилии России.
В кампанию 1722 года Пётр I прибыл в Астрахань и во время подготовки флота к Персидскому походу совершал на Плезир-яхте плавания под парусом по Волге.
Принимала участие в Персидском походе 1722—1723 годов. 18 (29) июня 1722 года император на борту яхты провёл смотр флотилии, после чего корабли вышли в поход в Каспийское море. По завершении похода Пётр I издал указ о заведении Астраханского адмиралтейства.
По состоянию на 1724 год яхта ещё находилась в составе Каспийской флотилии, а после была передана на хранение в Астраханский порт в память об императоре.
В 1860 году Морским ведомством Российской империи был построен специальный дом для хранения яхты, а в 1871 году к празднованию 200-летия со дня рождения Петра I, в этом доме был устроен музей, названный очередным «Домиком Петра I» и яхта стала центральным экспонатом этого музея. В начале XX века, в годы революции и гражданской войны в России, яхта была уничтожена. В 2012 году при обновлении экспозиции музея было принято решение восстановить яхту, для отражения пребывания Петра I в Астрахани. Помимо восстановленной яхты в экспозиции музея также находится написанная в 80-х годах XIX века картина Николая Протасова «Смотр Петром I Каспийской флотилии», на которой также изображена Плезир-яхта.

### Комментарии
1. ↑  Как отмечают источники, современников поражало великолепие убрансва яхты[1].